# Fortaleza de Itapiru

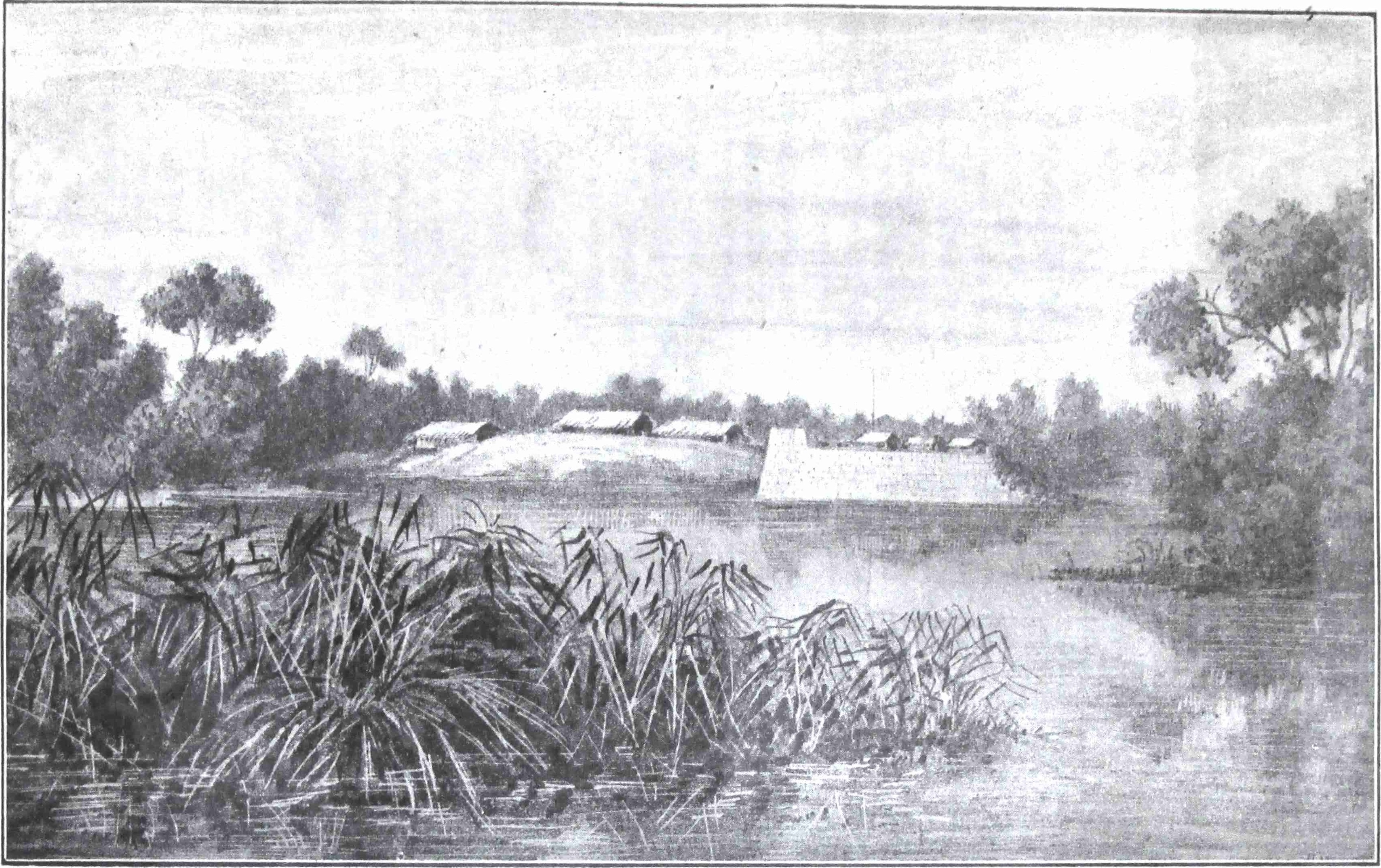
Vista da Fortaleza paraguaia de Itapirú, em Paso de la Patria.

A Fortaleza de Itapiru localizava-se na margem direita do rio Paraná, próximo à sua confluência com o rio Paraguai, no atual Departamento de Ñeembucú, no Paraguai, a leste da ilha do Cerrito, no ponto onde desemboca o riacho Paranamí.
O local sedia, desde 1971, a Base Naval Itapirú da Armada Paraguaia e conserva os restos de uma antiga muralha.
O local forma uma ilha desde 1983, devido a uma grande inundação que alterou a sua geografia, levando a que o riacho Yacaré (um desprendimento do rio Paraná) passasse a desembocar no rio Paraguai.

## História

### Antecedentes
Em 1846 o governo de Carlos Antonio López erigiu uma bateria em Itapirú, no local onde o seu antecessor, José Gaspar Rodríguez de Francia havia feito construir uma muralha defensiva, e destacou um piquete de dez soldados para a ilha do Cerrito. Entretanto, uma grande cheia do rio Paraná em 1848 destruiu essa bateria e a ilha foi evacuada.

### A Guerra da Tríplice Aliança
No contexto da Guerra da Tríplice Aliança (1864-1870), esta fortificação controlava o acesso à província argentina de Corrientes, que lhe era fronteira, na margem esquerda do rio Paraná.
Em novembro de 1865 Francisco Solano López restaurou a artilharia da fortaleza, instalando-lhe seis peças.
A praça encontrava-se sob o comando de José María Bruguez, secundado pelo major Alvarenga e o capitão Pedro Hermosa.

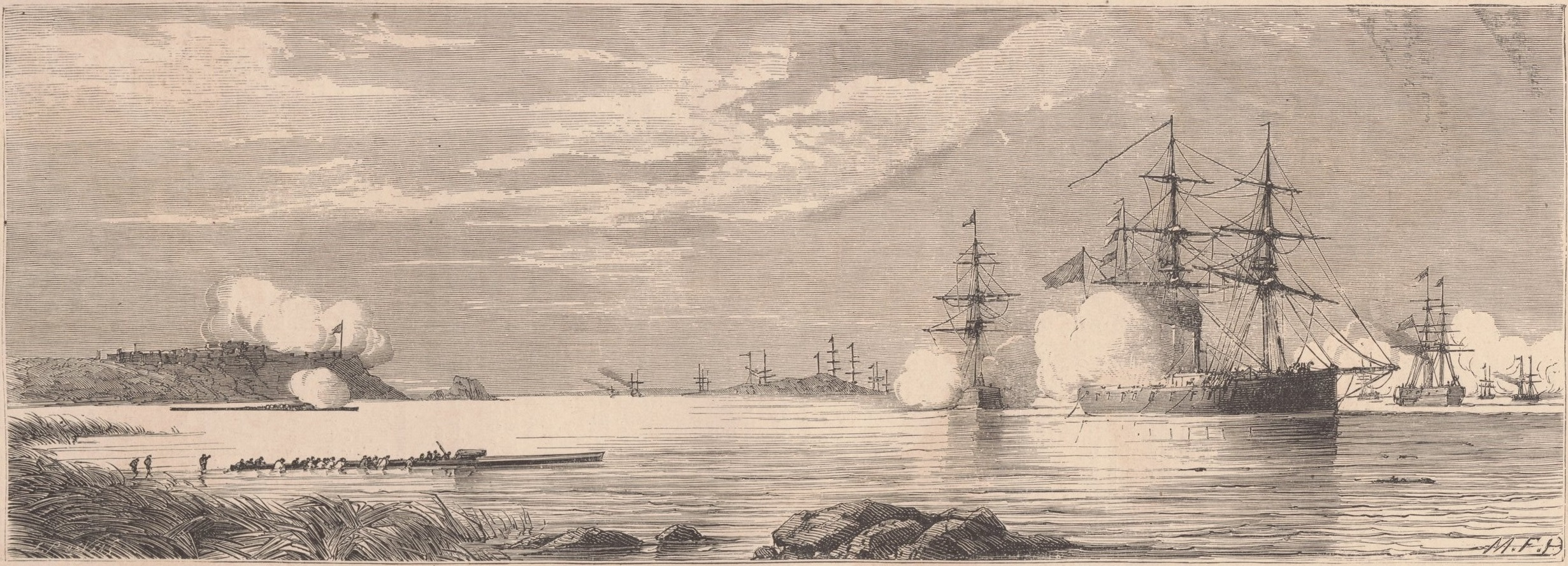
A frota brasileira é atacada por uma chata paraguaia, matando 34 pessoas a bordo do Tamandaré (Le monde illustré: journal hebdomadaire, nº 477, 02/06/1866).

A 20 de março de 1866 o encouraçado "Tamandaré" da Marinha Imperial foi enviado em missão de reconhecimento das águas do rio Paraná até à altura de Itati, juntamente com o encouraçado "Bahia" e o barco "Cisne". Entre os seus passageiros, seguiam a bordo o almirante Tamandaré e o presidente da Argentina, Bartolomé Mitre. Ao passar diante das defesas de Itapiru foram bombardeados, sem sucesso.
A 22 de março realizou-se um ataque da esquadra brasileira contra uma chata paraguaia artilhada na ilha de Carayá.
A 27 de março, a artilharia de uma chata paraguaia, a navegar nas imediações de Itapiru, atingiu o encouraçado "Tamandaré", causando-lhe 37 baixas.
Quando da contra-ofensiva aliada a partir de abril de 1866, foi o primeiro obstáculo a ser vencido pelas forças do 1º Corpo de Exército brasileiro comandadas pelo Marechal-de-Campo Manuel Luís Osório (1808-1879).
No assalto à fortaleza (5 de abril) destacou-se o batalhão comandado pelo Coronel João Carlos Villagran Cabrita (1807-1866), e os do então Major Manuel Deodoro da Fonseca (1827-1892), futuro presidente da república brasileira.
Na noite de 5 para 6 de abril, protegidos pela neblina, deu-se o desembarque aliado em uma ilha vizinha a Itapiru, denominada Ilha da Redenção, Ilha Cabrita ou Ilha de Carvalho pelos brasileiros, e Ilha Purutué (em guarani, galo barulhento) pelos paraguaios, numa referência aos ruídos produzidos por estas aves naquela ilha. A partir dela, iniciou-se um intenso bombardeio da fortaleza por oito peças de artilharia brasileira. A fortaleza recebeu 1500 bombas, desde o flanco argentino (bateria de Corrales), o brasileiro na ilha Cabrita, e pelo rio, da esquadra Imperial.
O chamado Combate del Banco Purutué (ou Combate da Ilha da Redenção) teve lugar no dia 10 de abril, quando as tropas paraguaias tentaram desalojar as brasileiras de sua posição, enviando contra eles 29 canoas com um efetivo de 1260 homens sob o comando do tenente-coronel José Eduvigis Díaz. Foram, entretanto, rechaçados com grandes perdas e retiraram-se sob o fogo da esquadra brasileira, que por sua vez se viu forçada a retirar diante do fogo da fortaleza de Itapiru. Os tiros disparados contra o vapor Fidelis foram a causa mortis do coronel Villagran Cabrita. No decorrer da mesma ação, foi inutilizado ainda o vapor brasileiro Enrique Martins. O ataque custou 900 baixas paraguaias e 1000 brasileiras.